# 小行星3446
小行星3446（3446 Combes）是一颗绕太阳运转的小行星，为主小行星带小行星。该小行星于1942年3月12日发现。

## 轨道参数
小行星3446的轨道半长轴为2.3771777 UA，离心率为0.157。